# アーヘンの和約 (1748年)
アーヘンの和約（アーヘンのわやく、西: Tratado de Aquisgrán, 仏: Traité d'Aix-la-Chapelle, 独: Frieden von Aachen, 英: Treaty of Aix-la-Chapelle, 蘭: Vrede van Aken, 伊: Trattato di Aquisgrana）は、ドイツのアーヘン（エクス＝ラ＝シャペル）で1748年に結ばれたオーストリア継承戦争の講和条約。
第二次アーヘン和約とも称される（第一次は1668年の和約）。

## 締結の経緯
1748年4月24日、オーストリア継承戦争を終結させるためにアーヘンで講和会議が開催された。
4月30日から5月21日にかけて、予備条約がイギリス、フランス、オランダの間で合意され、ボヘミア女王兼ハンガリー女王マリア・テレジア、スペイン王フェルナンド6世、モデナ公フランチェスコ3世・デステ、ジェノヴァ共和国もそれに同意した。条約は最終的には10月18日に締結された。
サルデーニャ王カルロ・エマヌエーレ3世は予備条約には同意したが、最終条約にはヴォルムス条約が保証されないとして同意しなかった。

## 内容

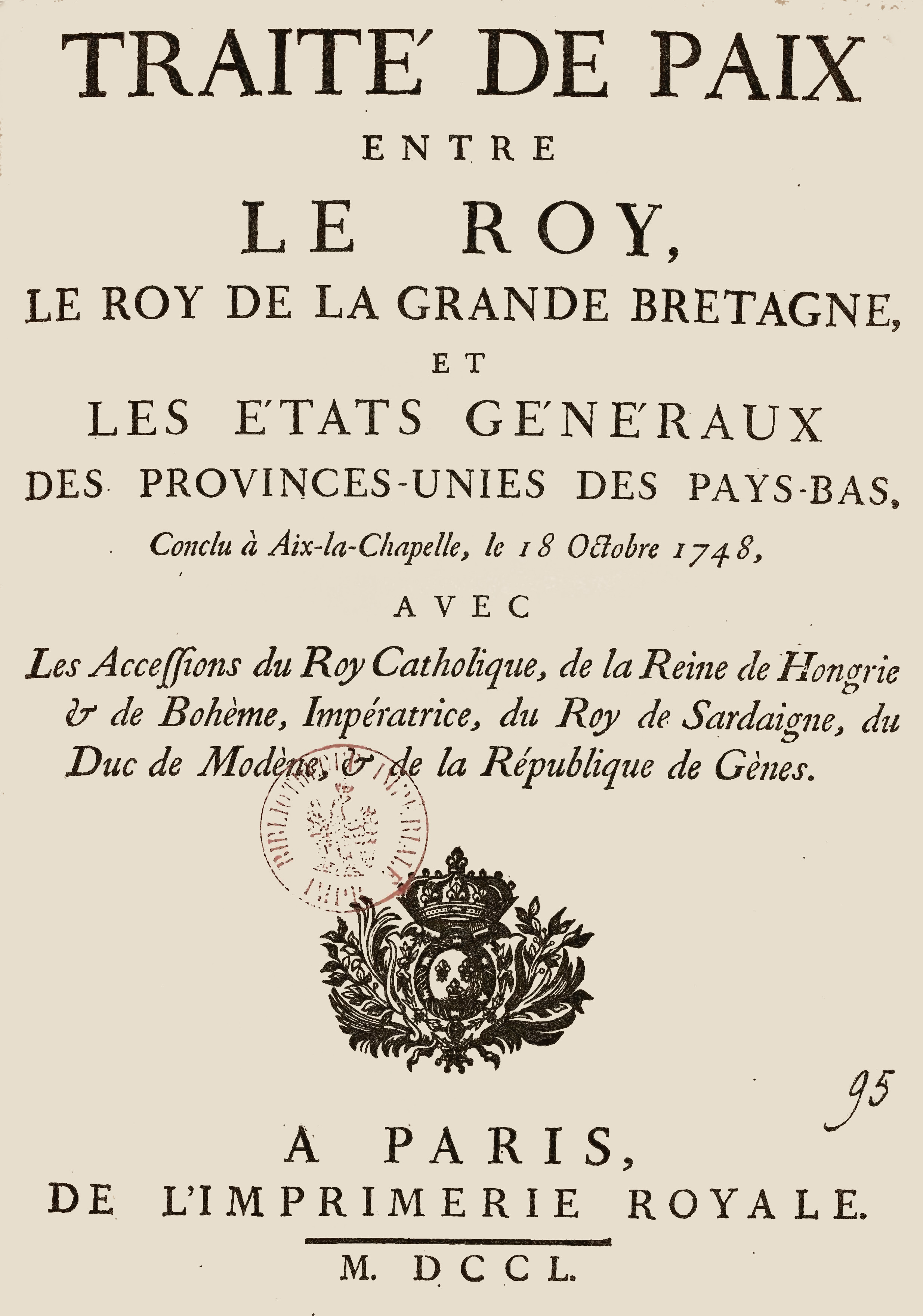
条約の表紙

- 占領地の返還[1]。ニューイングランド植民地軍が占領したロワイヤル島（現ケープ・ブレトン島）のルイブール要塞がフランスに返還された。またマドラスがフランスからイギリスに、防壁条約で定められた要塞都市がフランスからオランダに返還された[1]。
- スペインのフェリペ王子はパルマ公国・ピアチェンツァ公国・グアスタッラ公国を獲得する[1]。
- モデナ公とジェノヴァ共和国はその地位を回復する[1]。
- 1713年3月16日に締結されたイギリスのアシエント契約（黒人奴隷の供給）が更新される[1]。
- 1718年の条約で定められたプロテスタントによるイギリス王位継承の条項を更新する[1]。
- 神聖ローマ皇帝フランツ1世の承認[1]。
- 国事詔書の承認。すなわち、マリア・テレジアのハプスブルク家相続権を容認する[1]。
- プロイセン王国のシュレージエン（具体的にはシュレージエン公国とグラーツ伯領（英語版））領有を確認[1]。

## その後

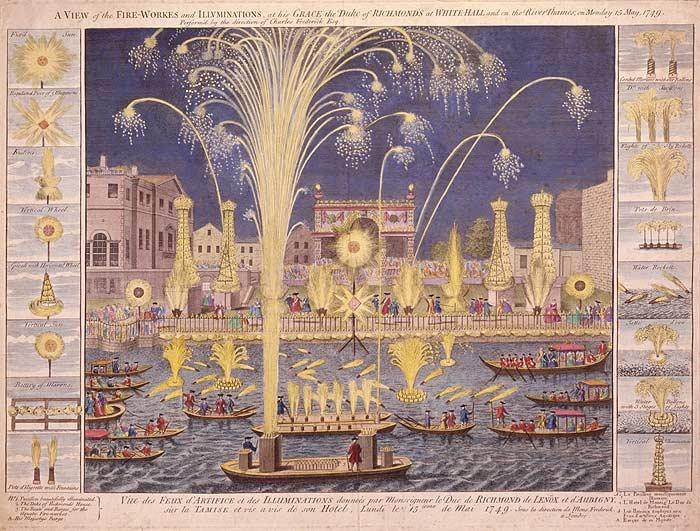
和約締結を祝う1749年春の花火大会。花火大会の準備として、ヘンデルが王宮の花火の音楽の作曲を依頼された。

スペインはアシエントの条項に異議を唱え、1750年10月5日にイギリスとマドリード条約を結びなおした。条約により、イギリスは10万ポンドの獲得を代償にアシエントの請求を放棄した。